# Sid Wilson
Sid Wilson, född 20 januari 1977, även känd som Ratboy, DJ Moonboots, DJ Starscream eller 0, är en amerikansk DJ, som huvudsakligen utövar turntablism, men även till viss del keyboard, i bandet Slipknot.

## Biografi
Sid Wilson föddes i Des Moines i den amerikanska delstaten Iowa, men hans familj härstammar från England. Han föddes med ett extra finger på sina händer, men det opererades bort snart efter födseln. När Shawn Crahan fick höra detta blev han arg, för han tyckte att en DJ med sex fingrar skulle ha varit något extra. Wilson fick sitt artistnamn DJ Starscream från Transformers-karaktären med samma namn.

## Stagediving
Sid Wilson är känd för att han ofta brukar stagediva live. Han slutade dock med det eftersom det inte ansågs vara "farligt nog", vilket ledde till att han började hoppa från Shawn Crahans trumset som kan hissas upp 4,5 meter upp i luften med hydraulik. Hans mest kända stagedive gjordes under Disasterpieces där han slänger sig 6 meter rätt ner i publiken baklänges under låten "Left Behind". 

## Mask
Sid använde sig av en gasmask, men efter bytet av mask 2004 använde han en dödskallemask. Nuvarande mask är en mask blandat med gasmask och dödskallemask som han kan öppna och stänga munnen på.

## Sidoprojekt
Sid Wilson är inte bara DJ i Slipknot, han har även ett sidoprojekt med vilket han har släppt ett album och fyra remixalbum.